# فروردین ۱۳۸۵

## سه‌شنبه: ‎۲۹ فروردین۱۳۸۵(۱۸ آوریل۲۰۰۶)
- خط دیورند

وزیر کابینه کرزی: خط دیورند را به رسمیت نمی‌شناسم 
- نگرانی غرب در مورد غنی‌سازی

بنابر گزارش‌های منتشر شده ایران برای غنی‌سازی اورانیوم از سانتریفیوژهای پ۲ استفاده می‌کند و این مسئله باعث نگرانی غرب در این مورد شده‌است. 
- باران مصنوعی در چین

پس از طوفانی که گرد و غبار فراوانی را به هوای پکن آورد و آن را ناسالم نمود، مقامات این شهر برای پاکسازی هوا از باران مصنوعی استفاده خواهند کرد. 
- تقویم گوگل

شرکت گوگل در راستای ارائهٔ خدمات جدید برخط، خدمات تقویم گوگل را راه‌اندازی کرد. 
- خداحافظ ۹۵

مایکروسافت به کاربران خود اطلاع داده‌است که از ماه ژوئیه سال جاری، ارائهٔ خدمات پشتیبانی را برای ویندوز ۹۵، ویندوز ۹۸ و ویندوز ME متوقف خواهد نمود. 

## دوشنبه: ‎۲۸ فروردین۱۳۸۵(۱۷ آوریل۲۰۰۶)
- پوپک گلدره درگذشت

بازیگر ۳۴سالهٔ سینما و تلویزیون دیروز پس از ۸ ماه اغما، در «بیمارستان مهر تهران» فوت کرد.  
- جایزهٔ پولیتزر ۲۰۰۶

برندگان جایزهٔ پولیتزر سال ۲۰۰۶ در مراسمی در دانشگاه کلمبیا، نیویورک اعلام شدند. 

## سه‌شنبه: ‎۲۲ فروردین۱۳۸۵(۱۱ آوریل۲۰۰۶)
- ایران از دستیابی به فناوری غنی‌سازی اورانیوم خبر داد

رئیس‌جمهور ایران (محمود احمدی‌نژاد) در مشهد اعلام کرد که دو روز است غنی‌سازی اورانیوم در مقیاس آزمایشگاهی در ایران آغاز شده و کشورش به چرخه تولید سوخت اتمی دست یافته‌است. 
- رومانو پرودی در انتخابات ایتالیا پیروز شد.

رومانو پرودی رهبر ائتلاف چپ میانه ایتالیا تنها با اختلاف یک دهم درصد آرا در انتخابات مجلس عوام (نمایندگان) و دو کرسی بیشتر در انتخابات مجلس سنا، سیلویو برلوسکونی نخست وزیر و رقیب دیرینه‌اش را شکست داد.

## پنج‌شنبه: ‎۱۷ فروردین۱۳۸۵(۶ آوریل۲۰۰۶)
- ژولیت بینوش در تهران

بازیگر فرانسوی به دعوت عباس کیارستمی به ایران آمد. 

## چهارشنبه: ‎۱۶ فروردین۱۳۸۵(۵ آوریل۲۰۰۶)
- توهین به رایس در جلسه علنی مجلس

فراکسیون اقلیت به نطق پیش از دستور یک نماینده اعتراض کرد. 

## جمعه: ‎۱۱ فروردین۱۳۸۵(۳۱ مارس۲۰۰۶)
- زمین‌لرزه در ایران

وقوع زمین‌لرزه‌هایی در استان لرستان در غرب در ایران، تلفات و خساراتی برجای گذاشت. 
 

## پنج‌شنبه: ‎۱۰ فروردین۱۳۸۵(۳۰ مارس۲۰۰۶)
- تصمیم‌گیری شورای امنیت در مورد پرونده هسته‌ای ایران

شورای امنیت سازمان ملل از ایران خواست غنی‌سازی را معلق کند.

## سه‌شنبه: ‎۱ فروردین۱۳۸۵(۲۱ مارس۲۰۰۶)
- درگیری در چاد

۱۵۰ نفر از سربازان چادی در شرق آن کشور توسط گروه شورشی جبهه متحد برای تغییر دموکراتیک کشته شدند. 